# Angola nos Jogos Olímpicos de Verão de 1988
Angola, não só esteve como também participou nos  Jogos Olímpicos de Verão de 1988 em Seul, Coreia do Sul. O país regressou neste ano aos Jogos, depois de ter boicotado a edição de Los Angeles 1984.

## Desempenho

### Atletismo
Masculinos
| Atleta             | Prova        | Elim.   | Elim.      | Quartos-de-final | Quartos-de-final | Semifinal   | Semifinal   | Final       | Final       |
| Atleta             | Prova        | Res.    | Pos.       | Res.             | Pos.             | Res.        | Pos.        | Res.        | Pos.        |
| ------------------ | ------------ | ------- | ---------- | ---------------- | ---------------- | ----------- | ----------- | ----------- | ----------- |
| Arménio Fernandes  | 100m         | 10.92   | 8º/bat. 9  | Não avançou      | Não avançou      | Não avançou | Não avançou | Não avançou | Não avançou |
| Arménio Fernandes  | 200m         | DSQ     | DSQ        | Não avançou      | Não avançou      | Não avançou | Não avançou | Não avançou | Não avançou |
| João N'Tyamba      | 800m         | 1:53.23 | 6º/bat. 9  | Não avançou      | Não avançou      | Não avançou | Não avançou | Não avançou | Não avançou |
| Eugénio Katombi    | 1500m        | 3:54.25 | 13º/bat. 1 |                  |                  | Não avançou | Não avançou | Não avançou | Não avançou |
| João N'Tyamba      | Maratona     |         |            |                  |                  |             |             | 2:40.45     | 74º         |
| António dos Santos | Triplo salto | NM      | NM         |                  |                  |             |             | Não avançou | Não avançou |

Femininos
| Atleta              | Prova | Elim. | Elim.     | Quartos-de-final | Quartos-de-final | Semifinal   | Semifinal   | Final       | Final       |
| Atleta              | Prova | Res.  | Pos.      | Res.             | Pos.             | Res.        | Pos.        | Res.        | Pos.        |
| ------------------- | ----- | ----- | --------- | ---------------- | ---------------- | ----------- | ----------- | ----------- | ----------- |
| Guilhermina da Cruz | 100m  | 12.47 | 7º/bat. 4 | Não avançou      | Não avançou      | Não avançou | Não avançou | Não avançou | Não avançou |
| Guilhermina da Cruz | 200m  | 25.62 | 7º/bat. 5 | Não avançou      | Não avançou      | Não avançou | Não avançou | Não avançou | Não avançou |

### Boxe
| Atleta                 | Categoria               | Primeira fase          | Segunda fase           | Fase de 16             | Quartos-de-final       | Semifinais             | Final                  |
| Atleta                 | Categoria               | Adversário e resultado | Adversário e resultado | Adversário e resultado | Adversário e resultado | Adversário e resultado | Adversário e resultado |
| ---------------------- | ----------------------- | ---------------------- | ---------------------- | ---------------------- | ---------------------- | ---------------------- | ---------------------- |
| Manuel Gomes           | Peso galo               | ALG S. Zengli D 0-5    | Não avançou            | Não avançou            | Não avançou            | Não avançou            | Não avançou            |
| Apolinário de Silveira | Peso meio-médio-ligeiro |                        | KEN M. Orungil D RSC   | Não avançou            | Não avançou            | Não avançou            | Não avançou            |
| Adão N'Zuzi            | Peso meio-médio         | CAF F. Mohinga D 0-5   | Não avançou            | Não avançou            | Não avançou            | Não avançou            | Não avançou            |

### Judo
Masculinos
| Atleta              | Categoria | Pos. |
| ------------------- | --------- | ---- |
| Abbão Bartolomeu    | -60kg     | 20º  |
| Luis Fortunato      | -65kg     | 20º  |
| Lotuala N'Dombassy  | -71kg     | 9º   |
| Ricardo José Boy    | -78kg     | 20º  |
| José António Inácio | -86kg     | 19º  |
| Moisés Torres       | -95kg     | 12º  |
| Helder de Carvalho  | +95kg     | 13º  |

- Nota: O livro oficial e o site SportsReference.com, usados como referência neste artigo, não trazem os resultados detalhados da competição.

### Natação
Masculinos
| Atleta            | Prova         | Eliminatórias | Eliminatórias | Semifinal   | Semifinal   | Final       | Final       |
| Atleta            | Prova         | Tempo         | Pos.          | Tempo       | Pos.        | Tempo       | Pos.        |
| ----------------- | ------------- | ------------- | ------------- | ----------- | ----------- | ----------- | ----------- |
| Gaspar Fragata    | 100m bruços   | 1:16.18       | 59º           | Não avançou | Não avançou | Não avançou | Não avançou |
| Vivaldo Fernandes | 100m bruços   | 1:17.98       | 61º           | Não avançou | Não avançou | Não avançou | Não avançou |
| Pedro Lima        | 100m mariposa | 59.21         | 42º           | Não avançou | Não avançou | Não avançou | Não avançou |
| Jorge Gomes       | 100m mariposa | 1:09.60       | 51º           | Não avançou | Não avançou | Não avançou | Não avançou |
| Pedro Lima        | 50m livres    | DSQ           | DSQ           | Não avançou | Não avançou | Não avançou | Não avançou |
| Pedro Lima        | 100m livres   | 55.53         | 62º           | Não avançou | Não avançou | Não avançou | Não avançou |

Femininos
| Atleta          | Prova       | Eliminatórias | Eliminatórias | Semifinal   | Semifinal   | Final       | Final       |
| Atleta          | Prova       | Tempo         | Pos.          | Tempo       | Pos.        | Tempo       | Pos.        |
| --------------- | ----------- | ------------- | ------------- | ----------- | ----------- | ----------- | ----------- |
| Elsa Freire     | 50m livres  | 29.54         | 47º           | Não avançou | Não avançou | Não avançou | Não avançou |
| Ana Martins     | 50m livres  | 29.74         | 49º           | Não avançou | Não avançou | Não avançou | Não avançou |
| Elsa Freire     | 100m livres | 1:05.47       | 55º           | Não avançou | Não avançou | Não avançou | Não avançou |
| Carla Fernandes | 100m livres | 1:08.15       | 57º           | Não avançou | Não avançou | Não avançou | Não avançou |
| Elsa Freire     | 100m costas | 1:15.56       | 39º           | Não avançou | Não avançou | Não avançou | Não avançou |
| Carla Fernandes | 100m costas | 1:21.58       | 41º           | Não avançou | Não avançou | Não avançou | Não avançou |
| Ana Martins     | 100m bruços | 1:24.01       | 41º           | Não avançou | Não avançou | Não avançou | Não avançou |
| Nadia Cruz      | 100m bruços | 1:24.46       | 42º           | Não avançou | Não avançou | Não avançou | Não avançou |